# Bill Ward
William Thomas "Bill" Ward (Aston, Birmingham, Anglia, 1948. május 5.) angol zenész, dalszerző. A Black Sabbath együttes dobosaként vált ismertté.
Ward dobolása tökéletesen kiegészítette Geezer Butler basszusjátékát és Tony Iommi gitárjátékát, majd mindehhez párosult Ozzy Osbourne éneke. Ward dobolt a Sabbath sok milliós sikeralbumain. Amellett, hogy hivatalosan dobosként szerepelt a zenekarban, több albumon vokálozott, és két dalt ő is énekelt fel. Az egyik az It's Alright (Technical Ecstasy 1976) a másik a Swinging The Chain (Never Say Die! 1978). Kiválóan megmutatta képességeit a Black Sabbath számos dalában, de legjobban az Iron Man-ben érződik a tehetsége. A Sabbath sikeres éveiben (főként a '70-es években) voltak drog és alkohol problémái. Ezek már a '72-es Vol. 4 kiadása idején is érződtek, melyek még a '80-as évek elején is tartottak. A '90-es években kiadott két szólóalbumot is.

## Diszkográfia

### Black Sabbath
- Black Sabbath - 1970
- Paranoid - 1970
- Master of Reality - 1971
- Black Sabbath Vol. 4 - 1972
- Sabbath Bloody Sabbath - 1973
- Sabotage - 1975
- We Sold Our Soul for Rock 'n' Roll - 1975
- Technical Ecstasy - 1976
- Never Say Die! - 1978
- Heaven and Hell - 1980
- Live at Last - 1980
- Born Again - 1983
- Reunion - 1998
- Past Lives - 2002
- Sympton the Universe: The Original Black Sabbath 1970 - 1978 - 2002
- Black Box: The Complet Original Black Sabbath - 2004
- Greatest Hits 1970–1978 - 2006
- Black Sabbath: The Dio Years - 2007
- The Rules of Hell - 2008

### Szólózenészként
- Ward One: Along The Way - 1990
- When the Brough Breaks - 1997
- Straws (kislemez) - 2002
- Beyond Aston

### Egyéb kiadványok
- Live and Loud - Ozzy Osbourne - 1993
- The Ozzman Cometh - Ozzy Osbourne - 1997
- Nivity in Black: A Tribute To Black Sabbath - Black Sabbath tribute album - 1994
- Iommi - Tony Iommi - 2000
- Stand Up And Shout: The Dio Anthology - Dio - 2003

## Fordítás
- Ez a szócikk részben vagy egészben  a   Bill_Ward_(musician) című angol Wikipédia-szócikk fordításán alapul.  Az eredeti cikk szerkesztőit annak laptörténete sorolja fel. Ez a jelzés csupán a megfogalmazás eredetét és a szerzői jogokat jelzi, nem szolgál a cikkben szereplő információk forrásmegjelöléseként.